# David Rousset
David Rousset (ur. 18 stycznia 1912 w Roanne, zm. 13 grudnia 1997) – francuski publicysta, dziennikarz, polityk trockistowski, krytyk stalinizmu.
Podczas II wojny światowej zaangażował się w ruch oporu przeciwko wojskom niemieckim okupującym Francję, przez co w 1943 stał się więźniem obozu koncentracyjnego w Buchenwaldzie. Wyszedł na wolność po wyzwoleniu Francji w 1945. Po wojnie został działaczem  lewicy gaullistowskiej. W 1949 rozpoczął kampanię ujawniającą zakres prześladowań politycznych w krajach komunistycznych. Proponował m.in. utworzenie specjalnej komisji, która poprowadziłaby dochodzenie w sprawie łagrów ZSRR, czym sprowadził na siebie krytykę ze strony francuskich ugrupowań komunistycznych. Od 1969 do 1971 był deputowanym do parlamentu z ramienia Unii Demokratycznej na rzecz Republiki (UDR). W 1946 wydał głośną książkę o obozach hitlerowskich – L'univers concentrationnaire – za którą otrzymał w tym samym roku Nagrodę Renaudot. W 1950 w Paryżu wytoczył proces pismu Les Lettres Francaises Louisa Aragona po tym, jak oskarżyło go ono o szerzenie zniesławiających ZSRR kłamstw. Na świadka powołał m.in. Józefa Czapskiego.